# Patranque
La patranque è una specialità culinaria rurale tradizionale del Cantal, nel Massiccio Centrale, a base di pane e di tome fresca. Questa specialità non va confusa con la truffade cantaliana o con l'aligot e il retortillat di origine aubraciana, parenti stretti a base di patate e di tome fresca apparsi in seguito alla generalizzazione di questo tubero nel XIX secolo.

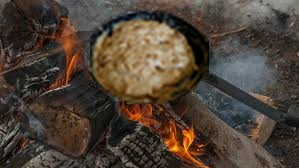
Patranque al fuoco di legna

## Ricetta
Questo piatto è l\'esempio perfetto del piatto rustico.
È a base di pane preventivamente immerso in latte o brodo e di tome fresca di Cantal o di Salers. Il pane, generalmente usato raffermo, forse di segale o di frumento. Dopo la spremitura, questa preparazione è messa in una padella con burro e tome fresca. Si possono aggiungere cipolle, aglio o una persillade.